# Saint-Bômer-les-Forges
Saint-Bômer-les-Forges és un municipi francès situat al departament de l'Orne i a la regió de Normandia. L'any 2007 tenia 1.000 habitants.

## Demografia

### Població
El 2007 la població de fet de Saint-Bômer-les-Forges era de 1.000 persones. Hi havia 412 famílies de les quals 123 eren unipersonals (54 homes vivint sols i 69 dones vivint soles), 142 parelles sense fills, 135 parelles amb fills i 12 famílies monoparentals amb fills.
La població ha evolucionat segons el següent gràfic:
Habitants censats

### Habitatges
El 2007 hi havia 500 habitatges, 418 eren l'habitatge principal de la família, 52 eren segones residències i 30 estaven desocupats. 483 eren cases i 16 eren apartaments. Dels 418 habitatges principals, 310 estaven ocupats pels seus propietaris, 100 estaven llogats i ocupats pels llogaters i 8 estaven cedits a títol gratuït; 2 tenien una cambra, 24 en tenien dues, 90 en tenien tres, 119 en tenien quatre i 183 en tenien cinc o més. 267 habitatges disposaven pel capbaix d'una plaça de pàrquing. A 201 habitatges hi havia un automòbil i a 175 n'hi havia dos o més.

### Piràmide de població
La piràmide de població per edats i sexe el 2009 era:
| Homes | Edats   | Dones |
| ----- | ------- | ----- |
| 0     | 95 o +  | 0     |
| 0     | 90 a 94 | 4     |
| 12    | 85 a 89 | 0     |
| 4     | 80 a 84 | 12    |
| 20    | 75 a 79 | 32    |
| 24    | 70 a 74 | 20    |
| 44    | 65 a 69 | 12    |
| 12    | 60 a 64 | 52    |
| 20    | 55 a 59 | 12    |
| 16    | 50 a 54 | 32    |
| 24    | 45 a 49 | 20    |
| 44    | 40 a 44 | 32    |
| 48    | 35 a 39 | 36    |
| 24    | 30 a 34 | 32    |
| 24    | 25 a 29 | 24    |
| 20    | 20 a 24 | 16    |
| 32    | 15 a 19 | 12    |
| 20    | 10 a 14 | 32    |
| 16    | 5 a 9   | 40    |
| 36    | 0 a 4   | 16    |

## Economia
El 2007 la població en edat de treballar era de 587 persones, 444 eren actives i 143 eren inactives. De les 444 persones actives 415 estaven ocupades (225 homes i 190 dones) i 29 estaven aturades (11 homes i 18 dones). De les 143 persones inactives 77 estaven jubilades, 32 estaven estudiant i 34 estaven classificades com a «altres inactius».

### Ingressos
El 2009 a Saint-Bômer-les-Forges hi havia 433 unitats fiscals que integraven 1.045 persones, la mediana anual d'ingressos fiscals per persona era de 15.228 €.

### Activitats econòmiques
Dels 21 establiments que hi havia el 2007, 1 era d'una empresa alimentària, 2 d'empreses de fabricació d'altres productes industrials, 5 d'empreses de construcció, 4 d'empreses de comerç i reparació d'automòbils, 2 d'empreses de transport, 3 d'empreses d'hostatgeria i restauració, 1 d'una empresa immobiliària, 2 d'entitats de l'administració pública i 1 d'una empresa classificada com a «altres activitats de serveis».
Dels 9 establiments de servei als particulars que hi havia el 2009, 1 era un taller de reparació d'automòbils i de material agrícola, 1 paleta, 3 fusteries, 1 electricista, 1 perruqueria i 2 restaurants.
Dels 2 establiments comercials que hi havia el 2009, 1 era una botiga de més de 120 m² i 1 una botiga de menys de 120 m².
L'any 2000 a Saint-Bômer-les-Forges hi havia 64 explotacions agrícoles que ocupaven un total de 2.405 hectàrees.

## Equipaments sanitaris i escolars
El 2009 hi havia una escola elemental integrada dins d'un grup escolar amb les comunes properes formant una escola dispersa.

## Poblacions més properes
El següent diagrama mostra les poblacions més properes.